# 현대 일렉시티
현대 일렉시티(Hyundai Elec City)는 현대자동차의 전기·수소 저상버스 제품군으로, 대한민국·일본·오스트리아 등에서 이용되고 있다.

## 개요
2017년 5월, 8년간의 개발 끝에 현대자동차의 상용차 모터쇼인 현대 트럭 & 버스 메가페어에서 최초로 공개됐으며, 2017년 11월 24일에 정식으로 출시했다. 런치 커스터머는 부산 대진여객과 동남여객이다. 현대 저상 뉴 슈퍼 에어로시티 F/L을 기초로 하여 조립했다. 좌석은 현대 저상 뉴 슈퍼 에어로시티 F/L 표준형과 다른 27석이다.

## 1세대 (CY, 2017년 11월~현재)
현대 일렉시티 1세대는 2017년 11월 24일 출시했다. LG화학이 제조한 256kWh의 고용량 리튬폴리머 배터리가 적용되어 1회 충전 시 최대 290㎞를 주행할 수 있다. 배터리를 천장에, 모터는 뒷바퀴에 달아 일반 버스보다 실내 공간이 크다. 혹한·폭염 시 배터리의 성능을 유지해주는 자동온도 컨트롤 시스템, 앞뒤 출입문에 사람이 접근하면 문이 닫히지 않는 초음파 센서 등 첨단 기술이 탑재되었다. 플러그인식 순수 전기버스 차량 외에 수소연료전지버스(FCEV)인 파생모델 FCEV가 있다.

### 일렉시티 FCEV
현대차는 1998년부터 수소차 관련 연구·개발을 시작하여 2019년, 도심형 수소버스 모델인 일렉시티 FCEV를 출시하였다. 최고출력 180kW의 연료전지 시스템과 875L의 수소 탱크 용량, 78.4kWh의 고출력 배터리가 탑재되어 있다. 1회 충전으로 최대 550km를 주행할 수 있다. 전장은 10,995㎜, 전폭은 2,490㎜, 전고는 3,420㎜이다.
이 모델은 2020년 사우디아라비아로, 2022년 오스트리아로 수출되었다.
2024년 9월, 누적 판매량 1,000대를 돌파하였다.

### 일렉시티 타운
일렉시티 타운은 전장 9m의 중형 모델이다. SK온이 제작한 145㎾h 삼원계 배터리가 탑재되었으며, 1회 충전 시 220㎞ 이상을 주행할 수 있다.
2021년 11월 25일에 열린 서울 모빌리티 쇼 프레스데이에서 현대자동차는 일렉시티의 단축형 모델인 일렉시티 타운의 출시를 예고했다. 2022년 9월 들어 일렉시티 타운의 전국 순회 전시를 시작했으며, 2022년 10월 서울에서 열린 그린 비즈니스위크 2022 및 대구에서 열린 2022 대구 국제 미래 모빌리티 엑스포를 통해 대중들에게 일렉시티 타운의 양산형을 공개했다. 2023년 1월에 경기도 부천시 시내버스 업체인 부일교통에서 최초로 일렉시티 타운을 출고했다. 다만 일렉시티 타운은 출시한 후에도 계속 시험 생산 수준으로 생산해 오다가, 2024년 5월 17일부터 대량 양산을 시작했다.
2023년 12월 1일 장재훈 현대자동차 사장이 아사히신문과의 인터뷰에서 아이오닉 5N과 더불어 일렉시티 타운을 유니버스처럼 일본 시장에 투입한다고 밝혔다. 일렉시티 타운의 일본 출시는 2024년 하반기라고 언급했다. 닛케이의 기사에 따르면, 일본 시장에선 2024년 10월에 출시한다고 한다.
2024년 5월, 일본 버스테크 포럼을 통해 일본형 일렉시티 타운이 처음으로 공개됐다. 대한민국 내수형과의 차이점은 좌측통행에 맞게 출입문과 운전석의 위치가 바뀐 것은 물론, 일본 현지에 맞춰서 충전 잭 규격도 차데모이고 충전지 용량도 145kWh인 것이다. 외관도 내수형과 다르게 조수석 사이드미러에 LED 리피터가 장착되지 않는 대신, 일본 법규에 맞게 측면 비상문을 장착한다. 실내도 내수형은 M800 2단 카스테레오를 사용하고 봉이 금속제 회색봉인 반면, 일본 수출형은 ST1에 들어간 인포테인먼트 시스템을 사용하고 봉 색상도 그린시티 미개선형처럼 주황색, 좌석 색상은 파란색이며 출입문 레버도 주차 브레이크 옆에 장착됐으며 비상제동 버튼이 설치된 등, 대한민국 내수형과 다른 점이 많다. 2024년 7월, 현지 주행테스트를 통과한 뒤 일본으로 수출되었다.

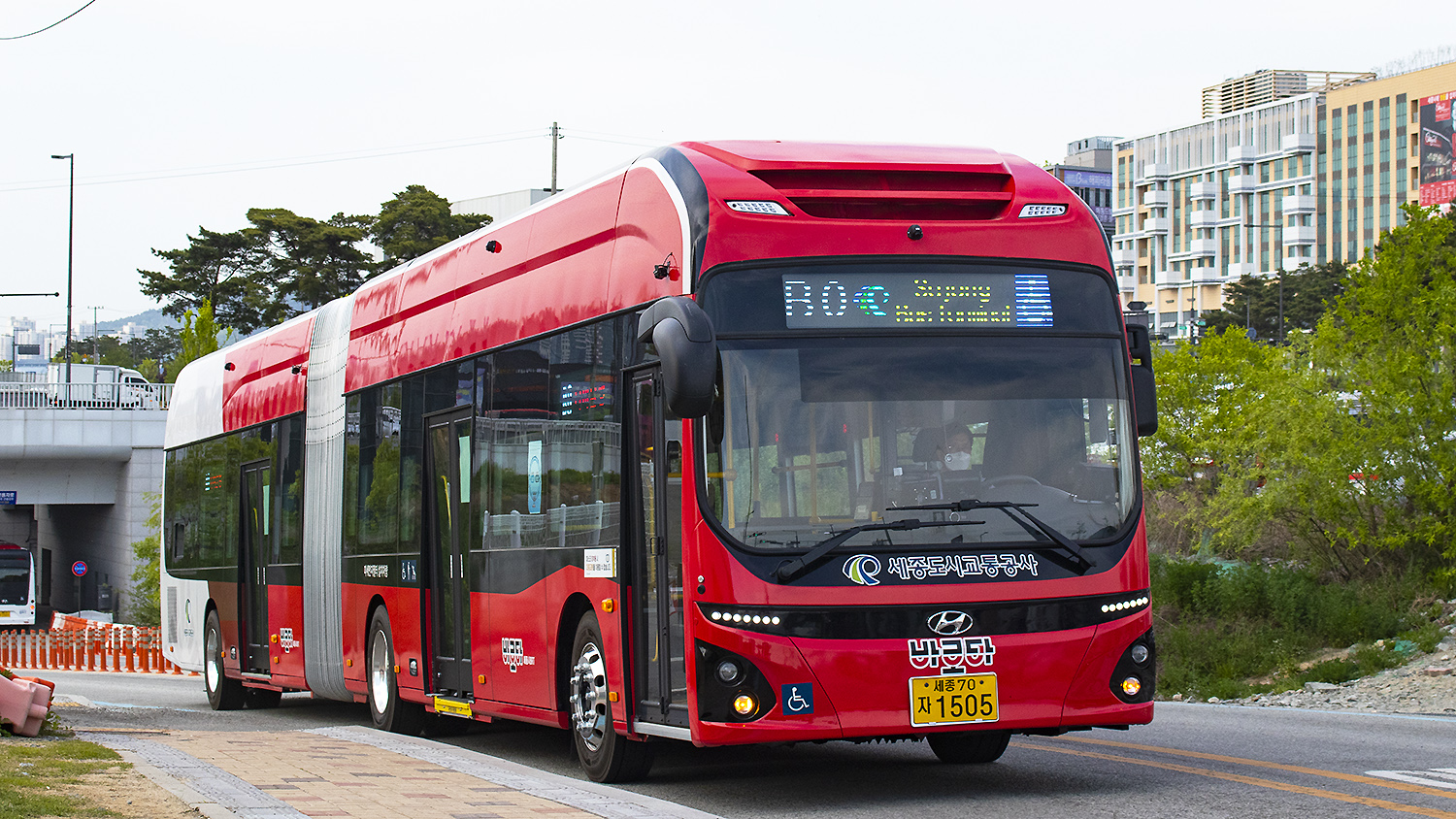
세종도시교통공사의 일렉시티 굴절버스
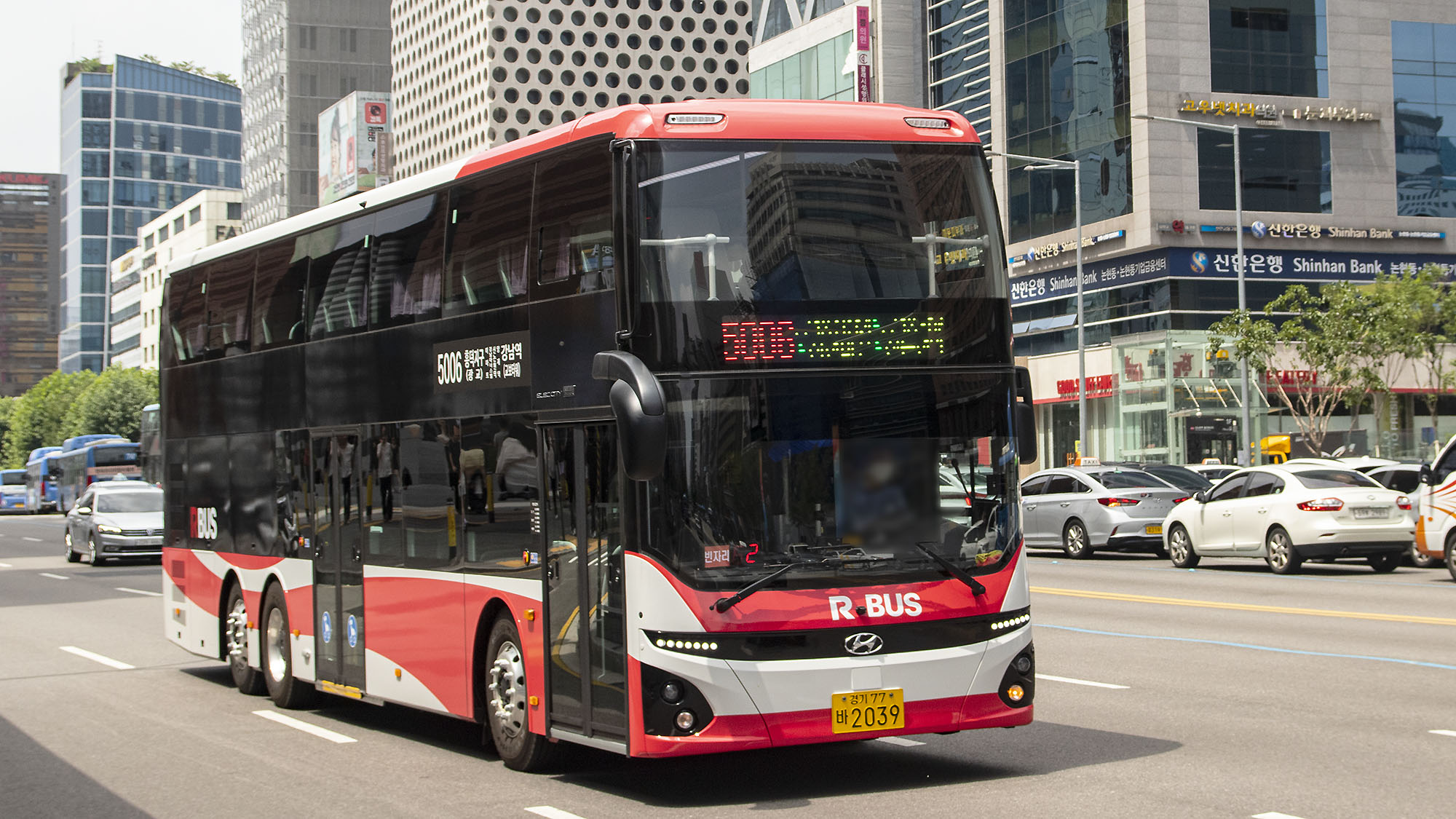
대원고속에서 운행중인 일렉시티 2층버스
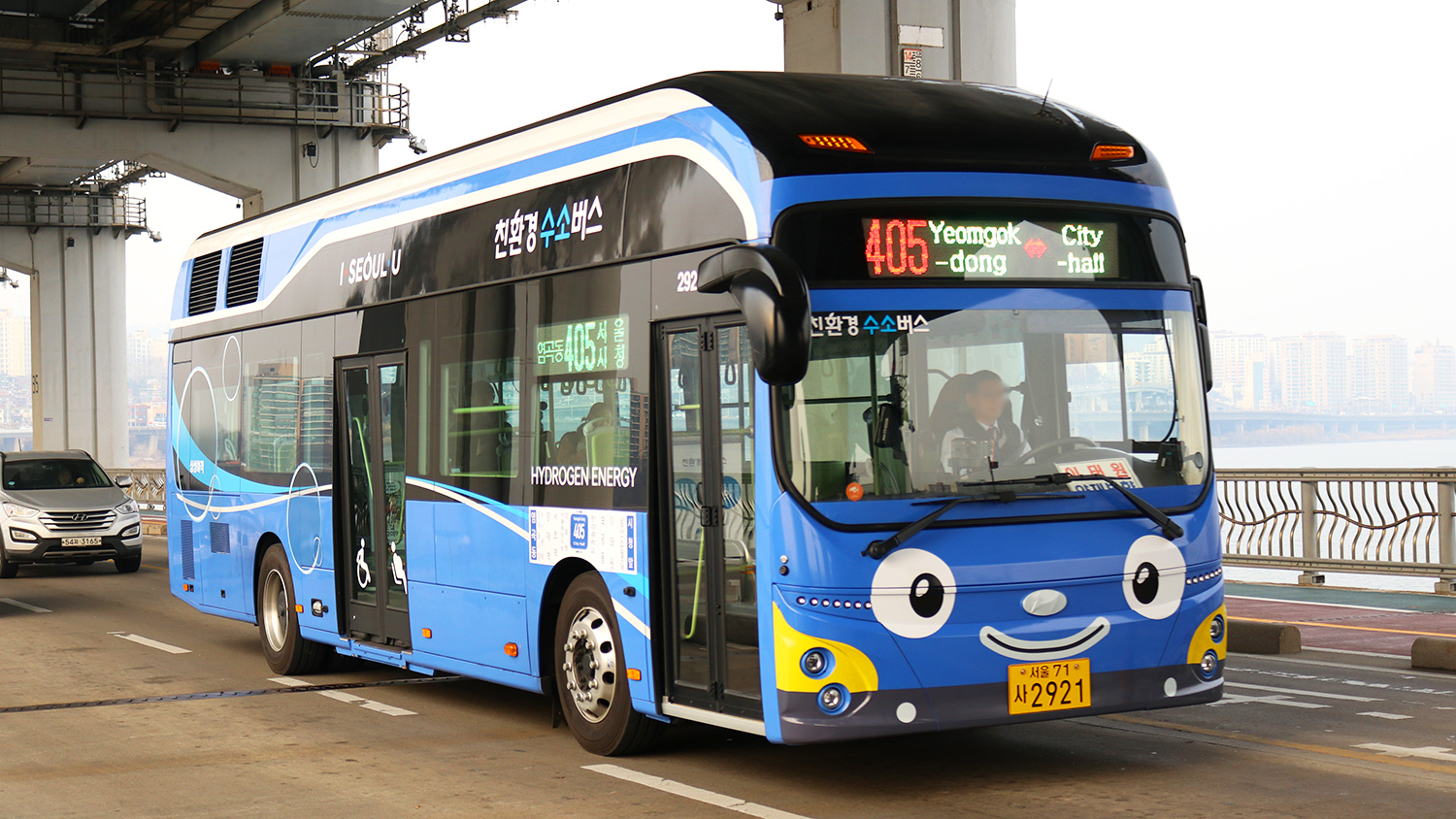
삼성여객 405번에서 시범운행했던 일렉시티 FCEV 시제차
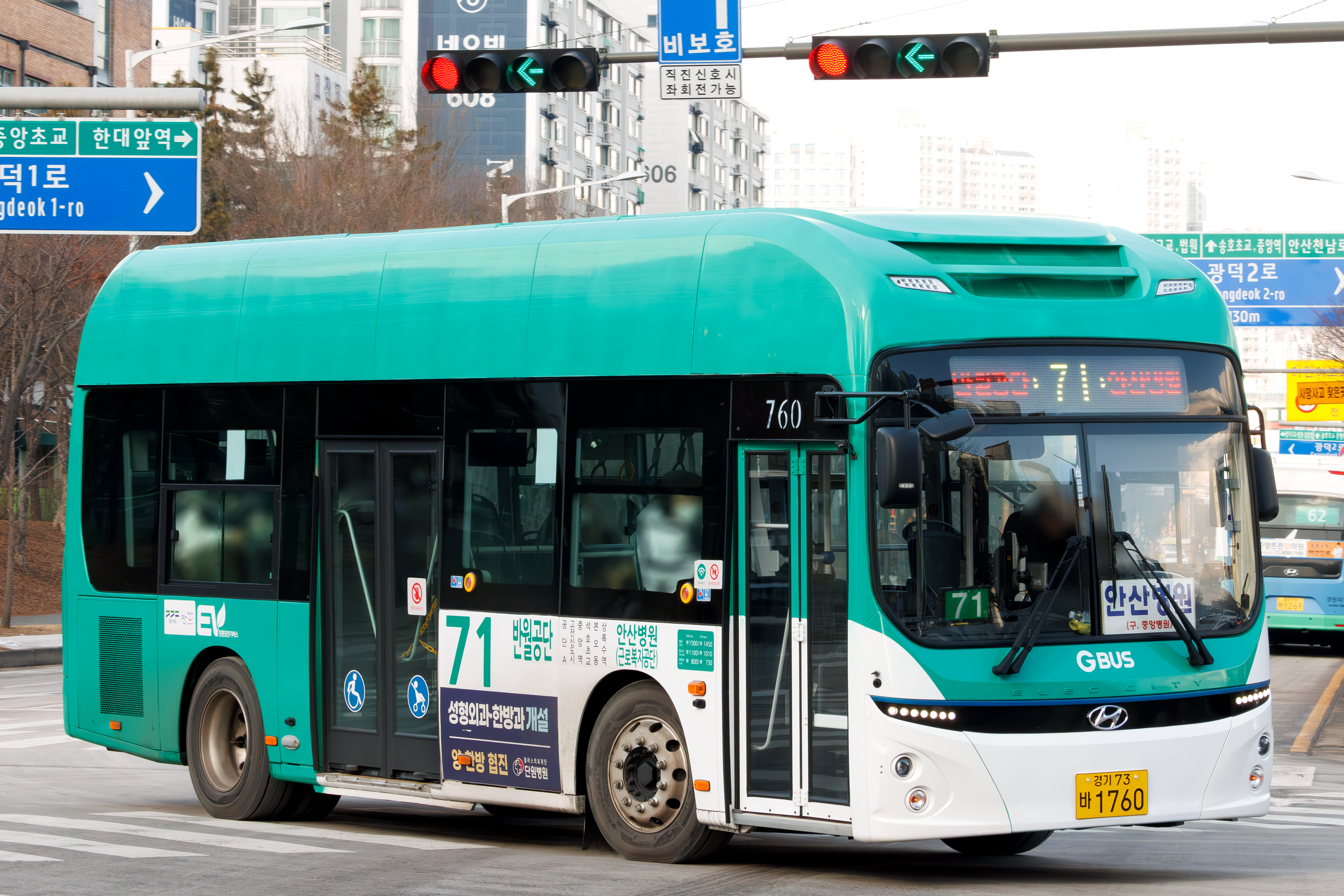
일렉시티 타운 (경원여객 71번)

## 운행 현황
수소연료전지버스는 정식 출시 전에 2018년 동계 올림픽과 2018년 동계 패럴림픽에서 장애인과 노약자를 수송한 강릉역~강릉올림픽파크 간 셔틀버스로 운행된 바 있다. 2018년 10월 22일은 울산광역시의 시내버스 회사인 울산여객에서 전국 시내버스 최초로 일렉시티 FCEV 시제차 1대를 현대자동차에서 임차해 시범 운행하였으며, 시범운행을 마치고 현대자동차에 반납한 후 2019년 12월에 일렉시티 FCEV 3대를 정식으로 도입하였다. 2018년 11월은 수도권에서 처음으로 일렉시티를 투입해 서울버스에 투입됐다. 그리고 서울특별시의 시내버스 회사인 삼성여객에서도 현대자동차에서 일렉시티 FCEV 시제차 1대를 임차하여 2019년 8월 30일 운행을 마지막으로 반납할 때까지 1년 동안 405번에서 주중 한정으로 시범 운행한 적이 있으며, 내곡동공영차고지 북쪽의 서울특별시 서초구 양재동 현대자동차그룹 본사에 설치된 수소 충전소에서 충전했다. 2020년 6월은 현대자동차의 상용차 공장이 있는 전라북도 완주군 봉동읍에도 수소 충전소가 설치되어 전주시의 시내버스에서도 FCEV가 운행 중이다. 현재 현대 일렉시티를 제일 많이 운행하고 있는 지역은 부산이다.
현재 모든 특·광역시에서 일반 일렉시티가 운행 중이다. FCEV는 모든 특/광역시에서 운행 중이다.
2019년은 현대자동차 최초의 양산형 굴절버스 모델을 출시하였으며, 세종도시교통공사에서 처음으로 도입하였다.
경제성을 이유로 인해 천연가스버스를 도입하지 못한 몇몇 소규모 기초자치단체에서도 천연가스버스의 대안으로 플러그인 방식 일렉시티를 도입하고 있다.
2020년 2월부터 생산된 차량은 패찰에 제작월도 추가되고 콜부저음이 변경되었다. 그 해 11월은 페이스리프트를 거쳐 헤드램프 아이라인 색상이 검은색에서 무색으로 변경된 2021년식이 선보였다.
2020년 10월은 국산 버스 최초로 개발한 2층 버스이자 저상버스인 현대 일렉시티 2층버스 모델이 선보였으며, 정식 명칭은 현대 일렉시티 더블데커로 확정되었다. 2021년 4월에 인천선진교통이 광역버스 처음으로 출고되며, 본격적으로 시판되었다. 전고가 3,955mm로서 실내고는 1층은 183cm이며, 2층은 170cm로 많이 낮다. 출입문이 전문 글라이딩과 중문 플러그인 도어로 적용되었다. 총 71개의 좌석이 구비됐으며, 휠체어 2대 탑승이 가능하다. 에어 서스펜션과 스테빌라이져 바를 기본으로 장착해 안전성을 확보하였다. 또한 국내 전기버스 중에서 가장 최대 용량인 384km의 수냉식 리튬 폴리머 배터리를 적용하여 1회 충전으로 400km까지 운행을 할 수 있다. 그리고 현대 일렉시티 더블데커는 현대 유니버스의 부품 일부를 적용하였다.
2021년 10월에 약간의 부분변경을 실시하여 후미등이 6등식 타입에서 8등식 타입으로 변경되었으며, 순수 전기버스 모델은 기본 단색손잡이 사양의 색상이 연두색에서 연회색으로 변경된 2022년식이 선보였다.
2022년에 외부 승·하차 감지센서 밑에는 노란색 비상밸브가 추가되었으며, 순수 전기버스 모델은 타는문 바로 뒤 창문 구석에 들어간다. 이로 인해 순수 전기버스 모델의 타는문 바로 뒤 창문이 통유리로 변경되었다.
제작 날짜 2023년 6월식 버스 부터 비상등, 방향 지시등을 켤 때 사이드 마커 램프가 점멸되는 기능이 추가되었다.

## 도입 회사
플러그인 전기버스
- 서울특별시: 도원교통, 서울승합, 한남여객, 관악교통, 동성교통, 공항버스, 세풍운수, 현대교통, 유성운수, 대진여객, 양천운수, 대원여객, 한성운수, 태진운수, 대원교통, 김포교통, 대흥교통, 보광교통, 아진교통, 송파상운, 원버스, 우신운수, 서울교통네트웍, 서부운수, 신촌교통, 영인운수, 경성여객, 강동교통, 중부운수, 동아운수, 삼화상운, 흥안운수, 한성여객, 다모아자동차, 은곡운수, 메트로버스, 동해운수, 남성버스, 제일교통, 한국brt, 보영운수, 선진운수, 한서교통
- 인천광역시: 미추홀교통, 성민버스, 마니교통, 청룡교통
- 대전광역시: 계룡버스, 대전버스, 대전운수, 대전승합, 한일버스, 협진운수
- 세종특별자치시: 세종교통
- 대구광역시: 동명교통, 신흥버스, 대명교통, 우주교통, 세운버스, 경북교통, 삼천리버스, 세왕교통, 광남자동차, 영진교통, 세한여객, 달구벌버스, 현대교통
- 부산광역시: 대도운수, 대진여객, 동남여객, 세진여객, 삼신교통, 용화여객, 해동여객, 남부여객, 태진여객, 학성여객, 오성여객, 시민여객, 부산여객, 일광여객, 세익여객, 영신여객, 금진여객, 신한여객, 태영버스, 부일여객, 삼진여객, 한창여객, 동원여객
- 광주광역시: 대창운수, 세영운수, 라정시내버스, 삼원운수, 을로운수, 대원시내버스, 대진운수, 현대교통, 삼아교통
- 경기도: 삼성전자 기흥·화성 캠퍼스 사내 순환 셔틀버스, 이천 SK하이닉스 공장 구내 셔틀버스, 부천시 교통약자전용 버스, 부천버스, 여산교통, 주원교통, 김포운수, 삼영운수, 보영운수, 오산교통, 소신여객, 수원여객, 경원여객, 시흥교통, 화영운수, 부일교통, 백성운수, 도원교통, 평택여객, 금강고속, 신일여객, 성광운수, 선진버스, 서울고속, 대양운수, 협진여객, 관산운수, 양주교통, 태산운수, 경남여객, 신암교통, 청우운수, 대덕운수, (주)신도양, (주)명성, 가평교통, 용남고속, 대원버스, (주)홍성, 고양교통, 분당마을버스, 경기여객, 이천시내버스, 오성교통, 화성여객, 경기상운, 평안운수, 경기버스, 포천교통, 대원운수, 경기고속, 산본여객, 뉴신일관광, 진명여객, 써클라인, 선진시내버스, 대원고속, 경기운수, 맑은교통, 명진여객, 연천교통
- 제주특별자치도: 극동여객, 삼화여객, 삼영교통, 제주여객, 동진여객, 금남여객, SK렌트카 셔틀버스, 롯데렌트카 셔틀버스
- 충청북도: 동양교통, 동일운수, 우진교통, 청신운수, 청주교통, 진천여객
- 충청남도: 대천여객, 예산교통, 태안여객, 아산여객, 온양교통, 홍주여객, 공주교통, 서령버스, 보성여객, 새천안교통, 삼안여객, 삼성디스플레이 아산 캠퍼스 사내 순환 셔틀버스
- 경상북도: 포항버스, 영천교통, 상주여객, 새천년미소, 울진여객, 경산버스, 예천여객, 경안여객, 동춘여객, 안동버스
- 경상남도: 푸른교통, 대운교통, 마창여객, 마인버스, 진해여객, 신양여객, (주)세원, 가야IBS, 부산교통, 서흥여객, 삼포교통, 문경여객, 부일교통, 영신버스, 삼성교통, 남흥여객, 세일교통, 진주시민버스, 통영교통, 신흥여객, 밀양교통, 삼화여객, 하동버스, 수려한합천버스
- 강원특별자치도: 국립공원공단, 춘천시민버스
- 전북특별자치도: 대한고속, 완주군 마을버스
- 전라남도: 광양교통, 오동운수, 동양교통, 목포BTS
- 울산광역시: 현대자동차 울산공장 사내 셔틀버스, 한성교통, 울산여객, 학성버스, 남성여객, 유진버스, (주)세원

수소연료전지버스(FCEV)
- 서울특별시: 국회의사당 셔틀버스, 경찰청 경력 수송 버스, 대원여객, 다모아자동차, 공항버스, 정평운수, 송파상운, 김포교통, 영인운수, 서울버스
- 인천광역시: 인천공항운영서비스, 신흥교통, 성원운수, 삼환교통, 마니교통, 시영운수, 세운교통, 미추홀교통, 선진여객, 명진교통, 인천제물포교통, 원진운수, 대인교통, 송도버스, 해성운수
- 대전광역시: 대전승합, 계룡버스, 산호교통, 동인여객, 대전운수
- 세종특별자치시: 세종교통, 세종도시교통공사
- 대구광역시: 신흥버스, 우주교통, 달구벌버스, 현대교통, 세한여객, 성보교통, 삼천리버스, 관음교통, 경신교통, 영진교통, 우창여객, 세진교통
- 울산광역시: 울산여객, 한성교통, 학성버스, 대우여객, 남성여객, 유진버스
- 부산광역시: 대도운수, 동진여객, 동원여객, 삼성여객, 대진여객, 삼화PTS, 영신여객, 삼신교통
- 광주광역시: 대진운수, 대창운수, 대원시내버스, 현대교통, 을로운수, 라정시내버스
- 경기도: 경원여객, 협진여객, 평택여객, 서울고속, 진명여객, 이천시내버스, 여산교통, 진아교통, 양주교통, 고양교통, 태화상운, 성남시내버스, 대원버스
- 제주특별자치도: 삼화여객
- 충청북도: 삼화버스공사, 우진교통, 충주교통, 한성운수, 청주교통, 동양교통, 청신운수, 음성교통
- 충청남도: 온양교통, 아산여객, 서령버스, 당진여객, 새천안교통, 보성여객, 삼안여객, 대천여객
- 경상남도: 대운교통, 동양교통, 마창여객, 마인버스, 창원버스, 진해여객, 신양여객, (주)세원, 동부교통, 신흥여객, 가야IBS, 통영교통, 동아여객, 남흥여객
- 전북특별자치도: 호남고속, 전일여객, 제일여객, 성진여객, 부안스마일교통, 부안여객, 시민여객, 익산여객, 광일여객, 안전여객, 신흥여객, 완주군 마을버스
- 전라남도: 여수여객, 동양교통, 오동운수, 광양교통, 순천교통
- 강원특별자치도: 강원여객, 대도여객, 동신운수, 춘천시민버스
- 경상북도: 새천년미소, 일선교통, 구미버스, 대화교통

전기굴절버스
- 인천광역시: 인천공항운영서비스
- 세종특별자치시: 세종도시교통공사

더블데커(2층 전기버스)
- 인천광역시: 신동아교통
- 대전광역시: 대전비알티
- 경기도: 포천교통, 김포운수, 경기고속, 대원고속, 대원운수, 경남여객, 평안운수, 경진여객, 명성운수, 경원여객, 용남고속, 화성여객, 시흥교통
- 서울특별시: 서울시티투어버스

타운(중형전기버스)
- 서울특별시: 번창교통, 갈현운수, 마포운수, 신림운수, 청록운수, 낙산운수, 광일운수, 합정운수, 구의교통, 서초교통, 청암운수, 진양교통, 은천운수, 승마교통, 미금운수, 금창운수, 오렌지교통, 대운교통
- 인천광역시: 삼환운수, 신동아교통, 성원운수, 도영운수
- 대전광역시: 계룡버스, 대전버스, 유성마을버스
- 부산광역시: 남부여객, 삼진여객
- 경기도: 부일교통, 율전마을버스, 포천상운, 금강고속, 포천교통, 경원여객, 오산교통, 대덕운수, 양주교통, 풍양운수, 평촌교통, 대성운수, 신암교통, 신일산운수, 학운교통, 흥안마을버스, 성우운수, 녹색교통, 신도양, 영상교통, 대양운수, 학의운수, 사랑교통, 포천교통, 성남마을버스, 가평교통, 써클라인, 대원고속
- 강원특별자치도: 금강고속, 정선 와와버스, 화성고속
- 충청북도: 충주교통, 삼화버스공사, 신흥운수, 동일버스
- 전북특별자치도: 대한고속, 남원여객, 완주군 마을버스, 무진장여객
- 전라남도: 영광교통, 광양교통, 보성교통, 낭주교통, 해남교통, 고흥여객, 목포시 공영버스
- 광주광역시: 을로운수, 동화운수, 대창운수, 라정시내버스
- 경상북도: 청송버스, 영주여객, 봉화여객, 영덕버스
- 경상남도: 신흥여객
- 충청남도: 경익버스, 홍주여객

## 갤러리

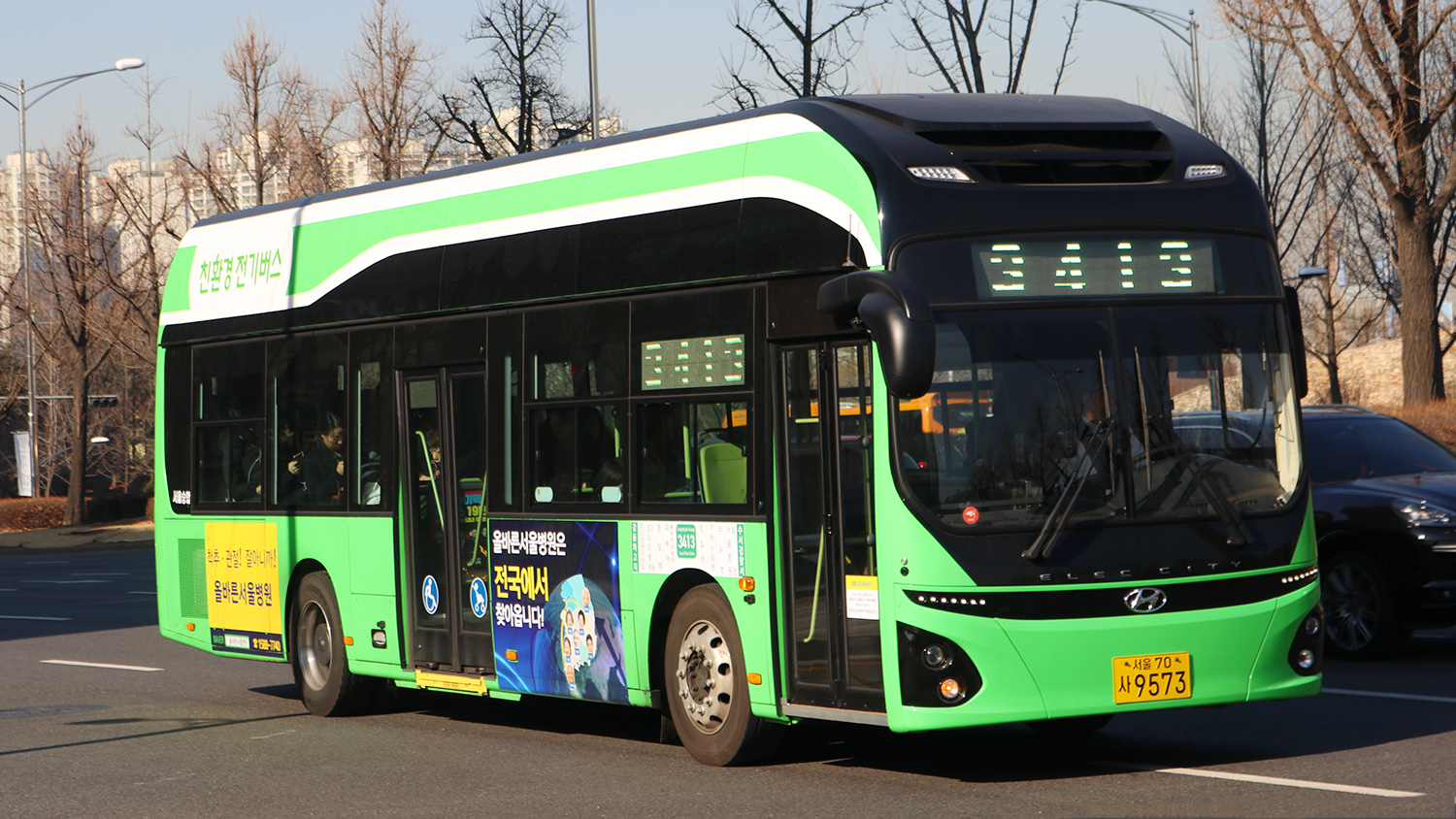
서울승합 3413번 일렉시티
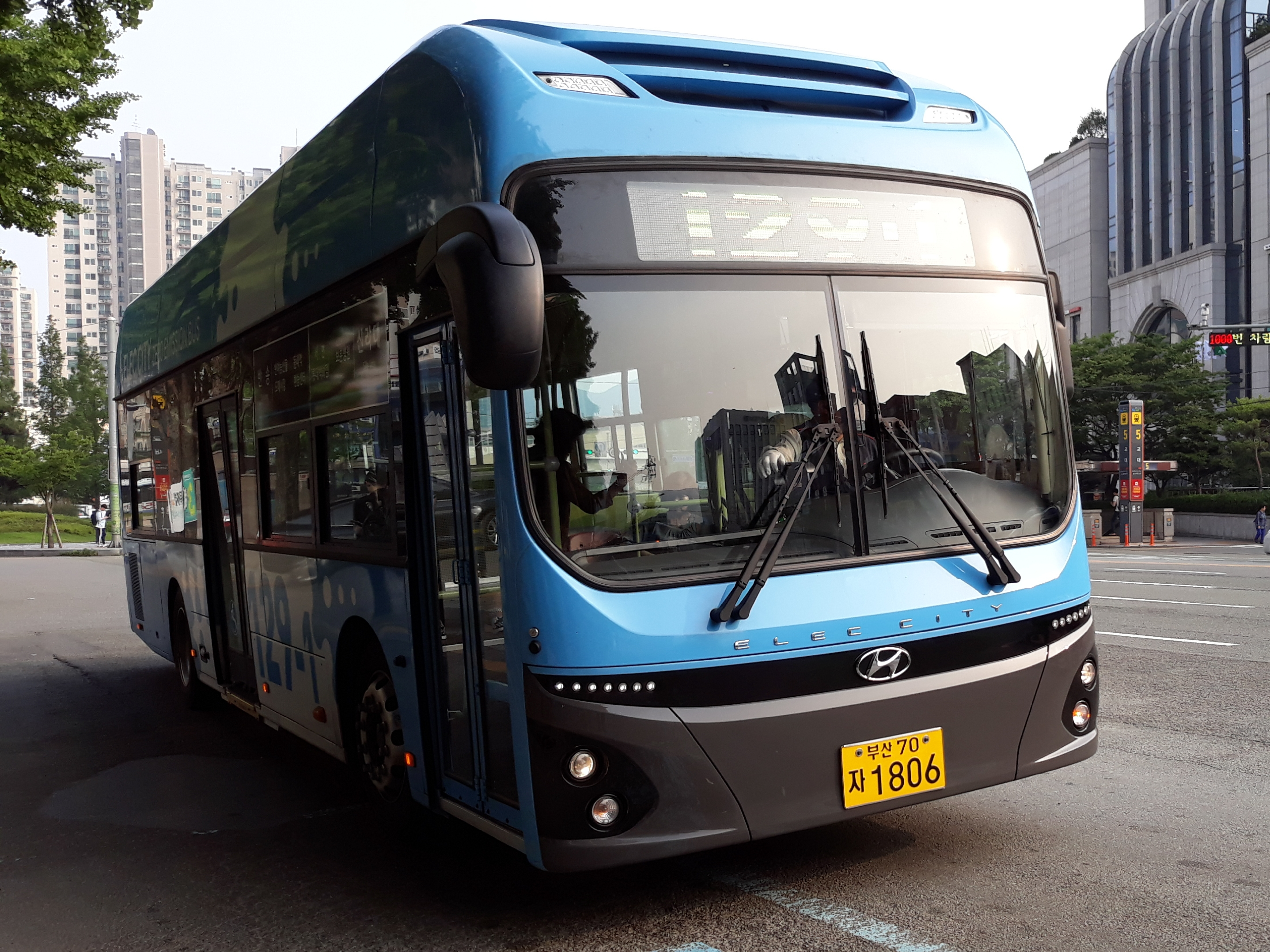
부산광역시에 최초로 도입된 현대 일렉시티 플러그인형 저상버스 차량(대진여객 129-1번 1806호)
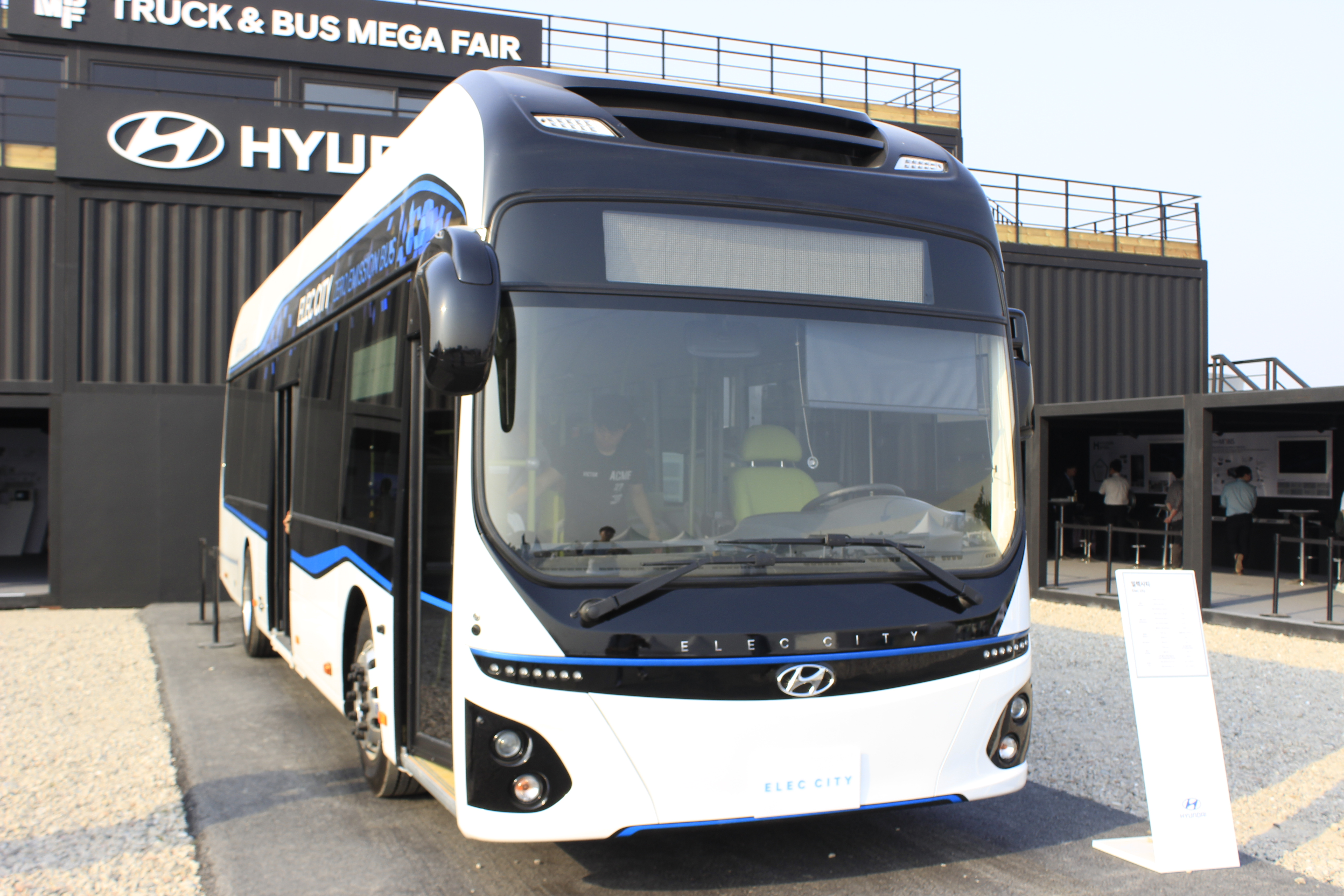
2017년에 공개된 일렉시티의 프로토타입 차량
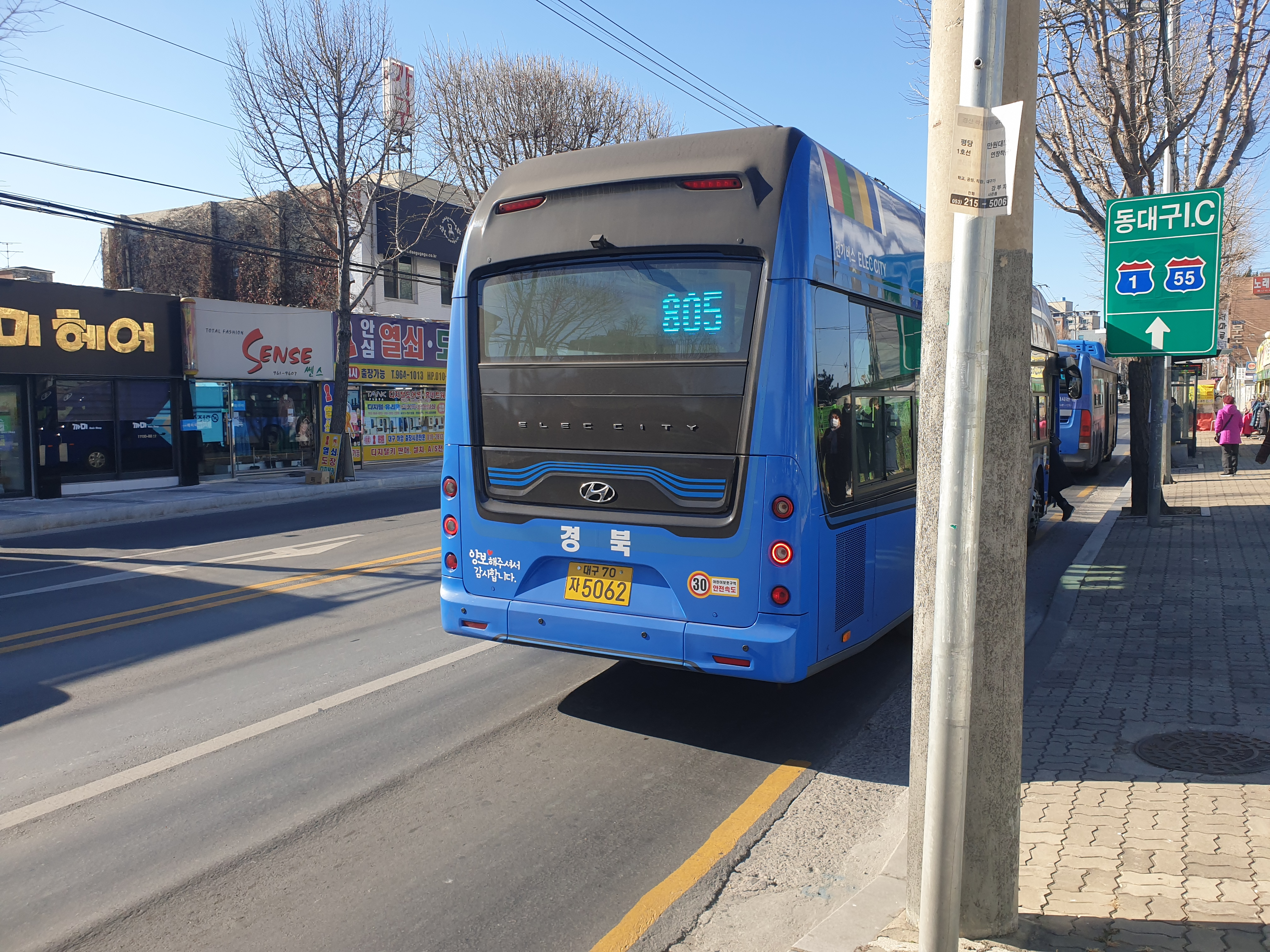
경북교통 805번 일렉시티
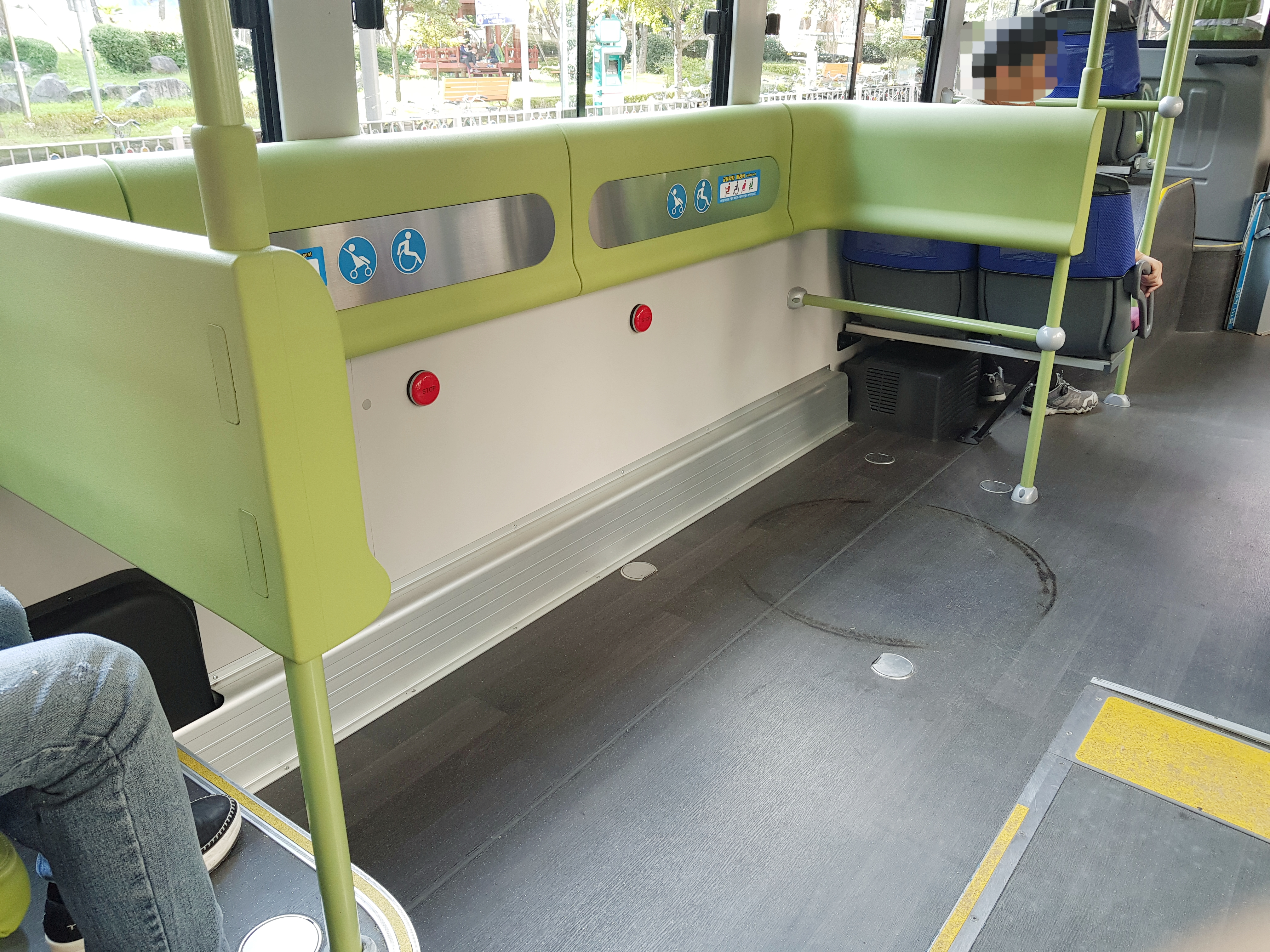
일렉시티 휠체어석
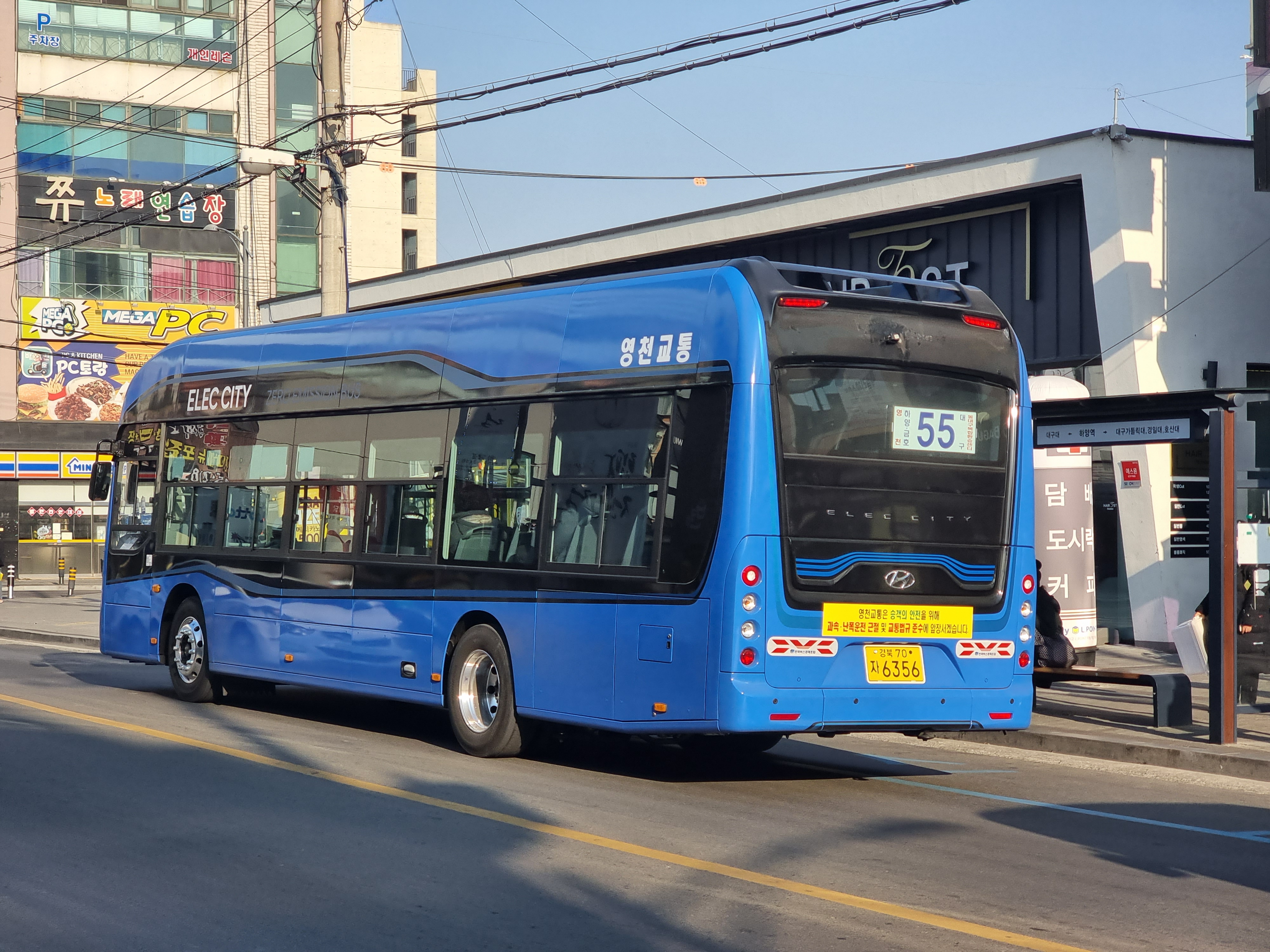
영천교통 55번 일렉시티
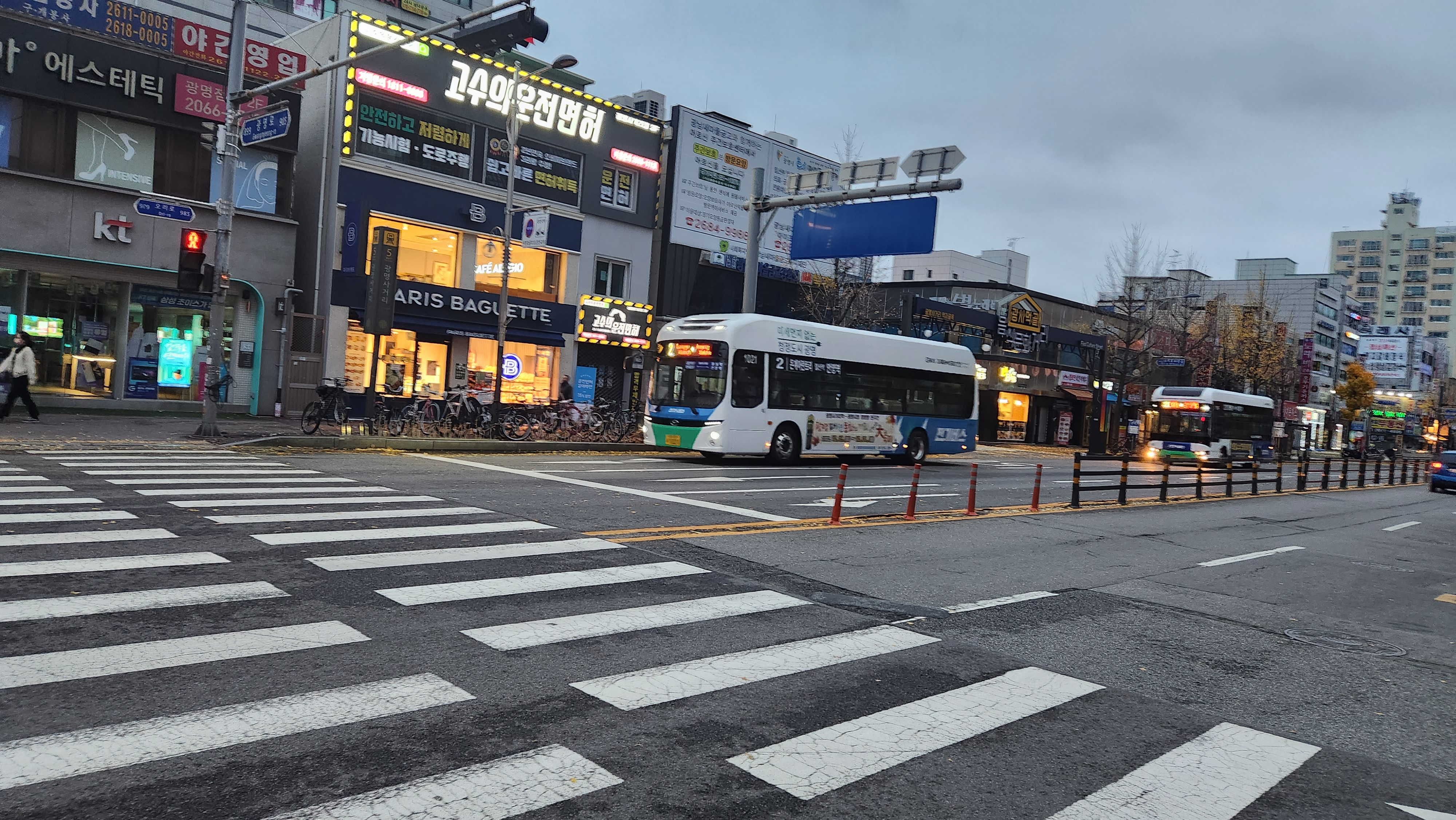
화영운수 2번에서 운행중인 일렉시티
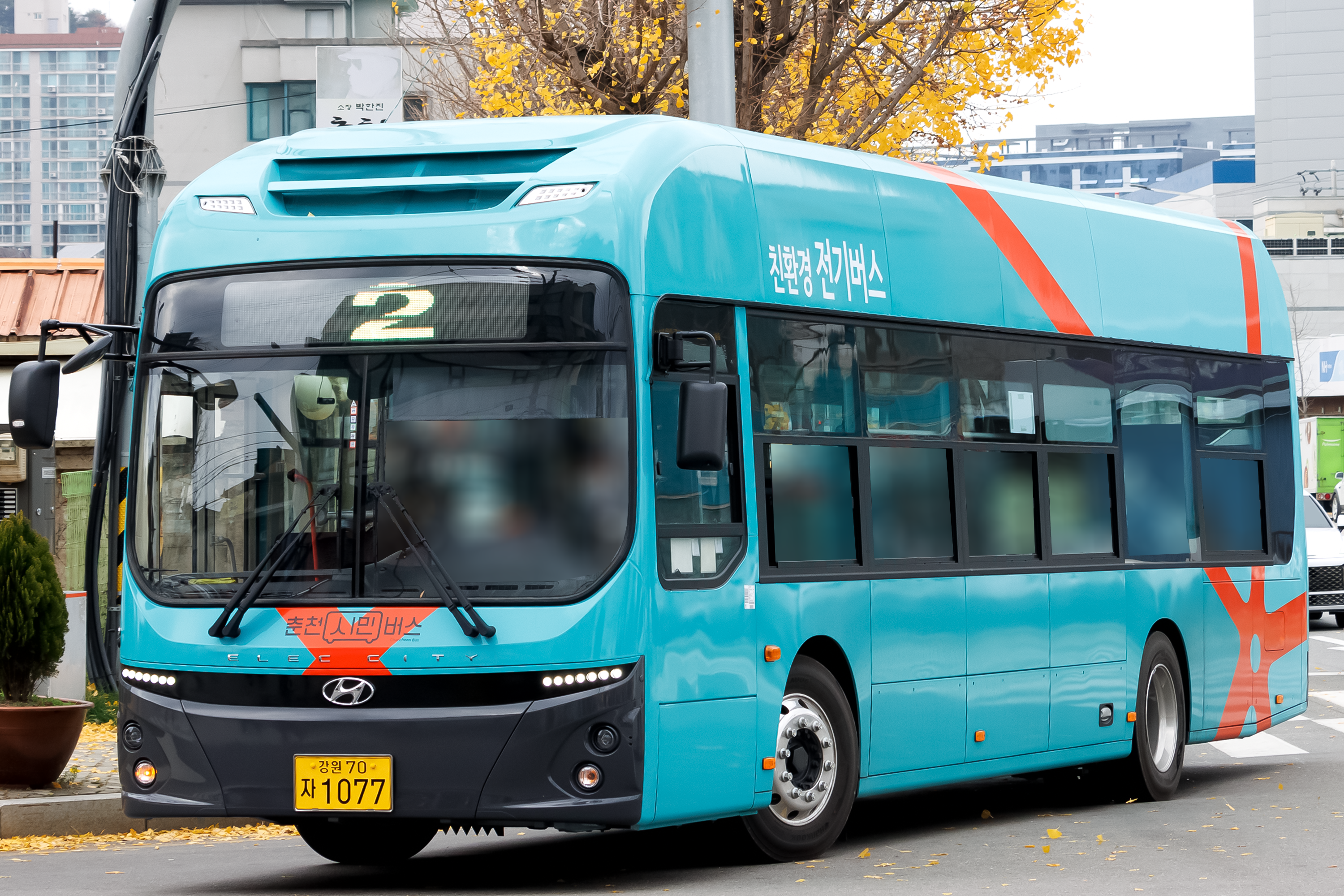
춘천시민버스 2번 일렉시티
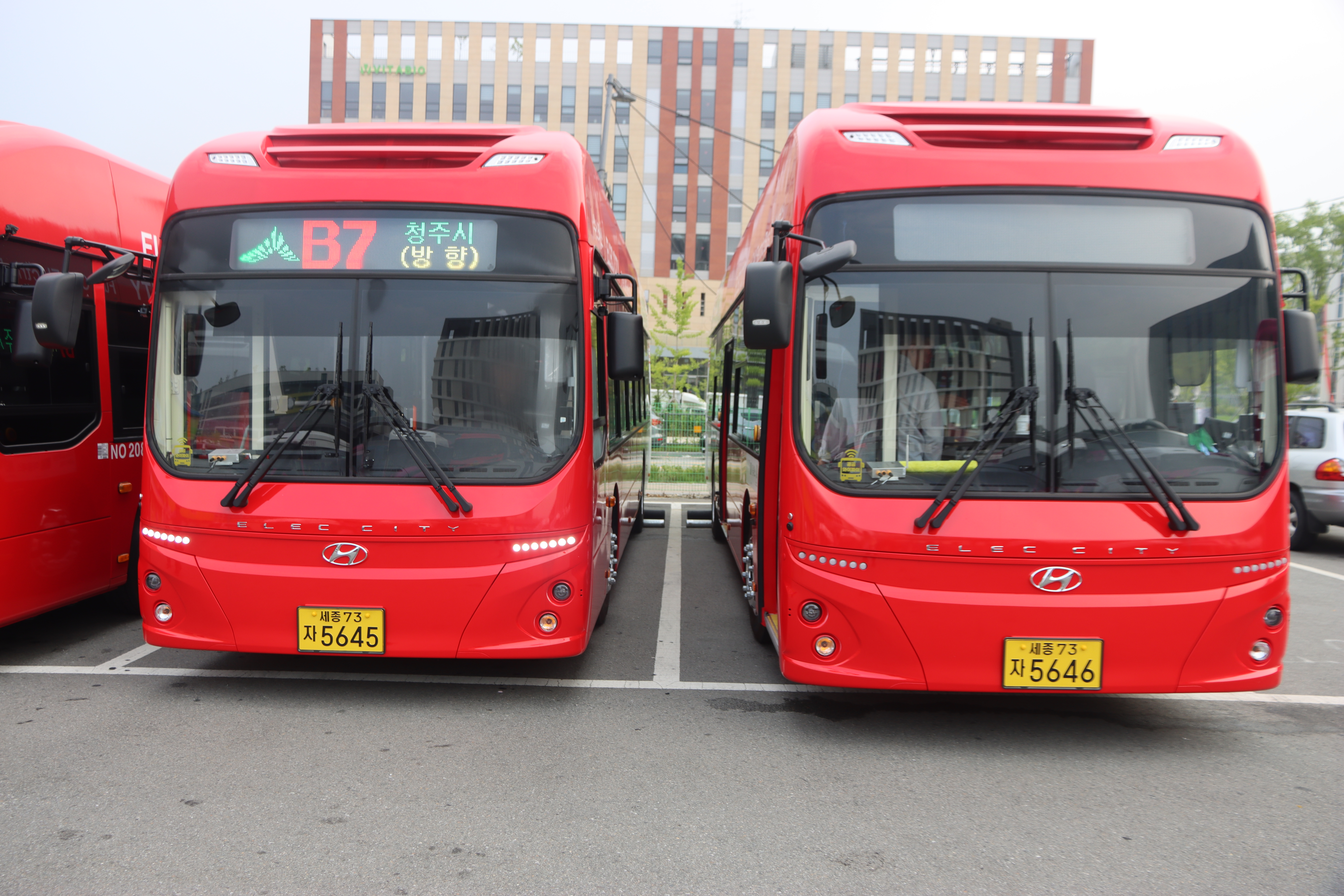
세종교통 B7번 일렉시티 FCEV
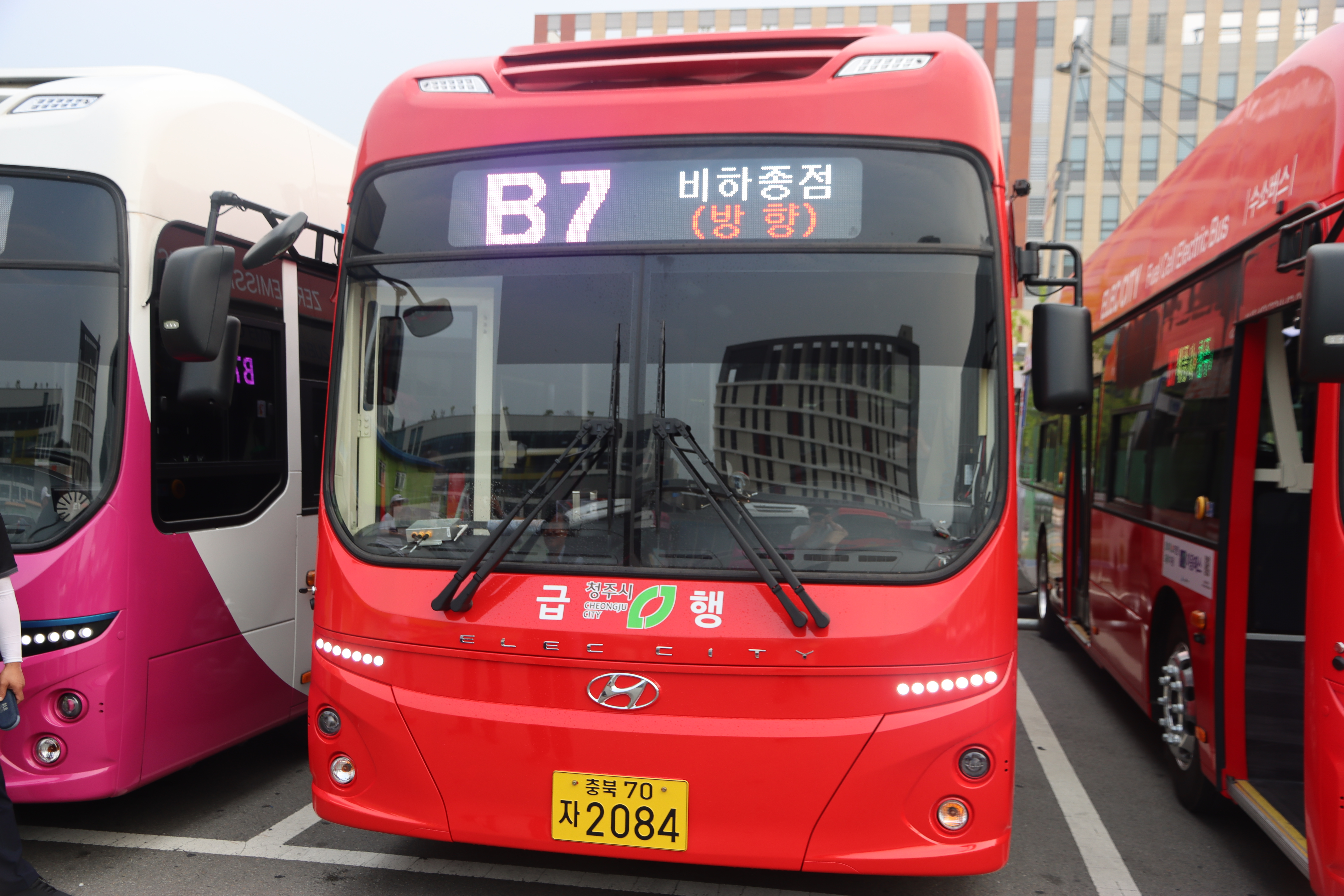
동일운수 B7번 일렉시티
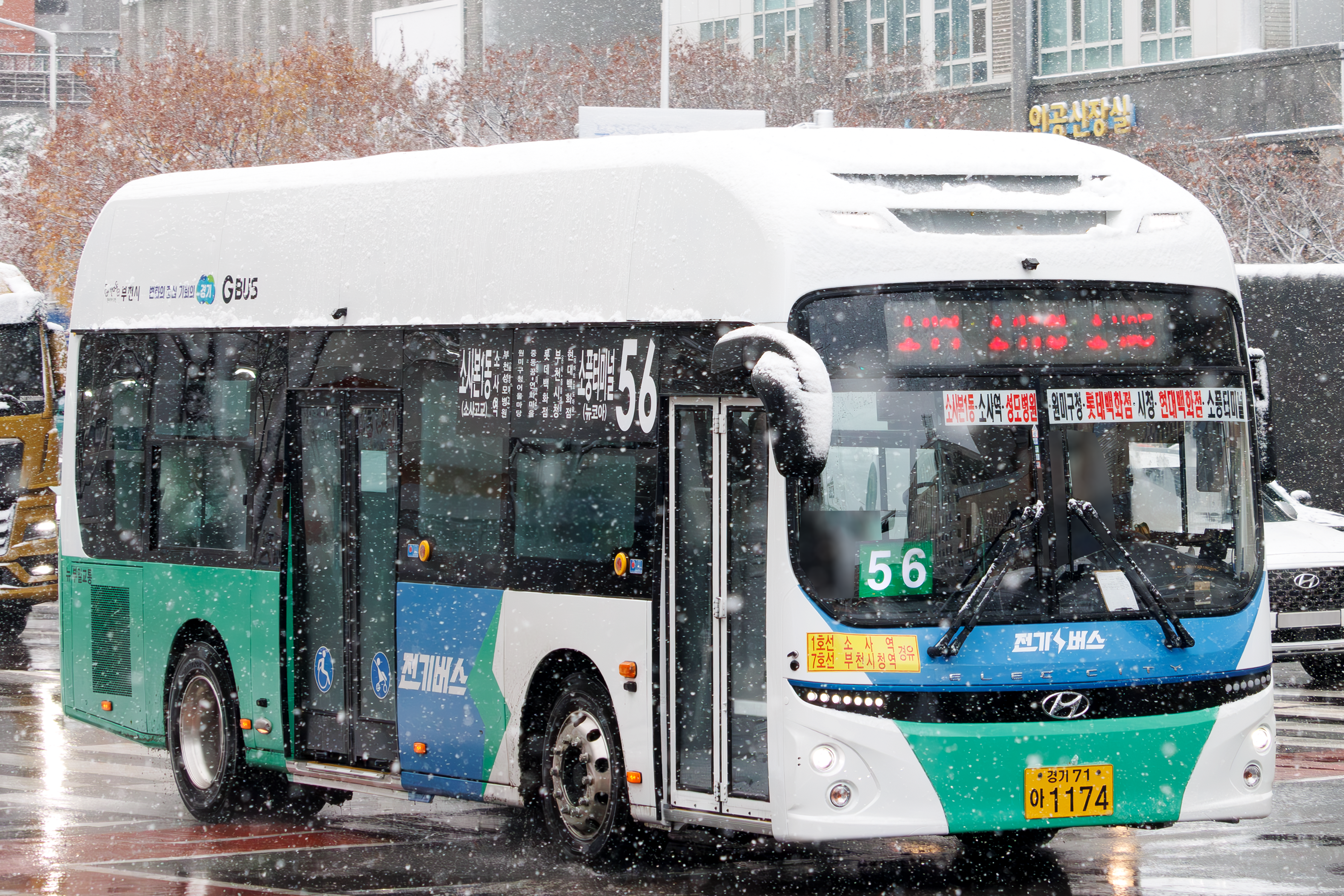
뉴부일교통 56번 일렉시티 타운
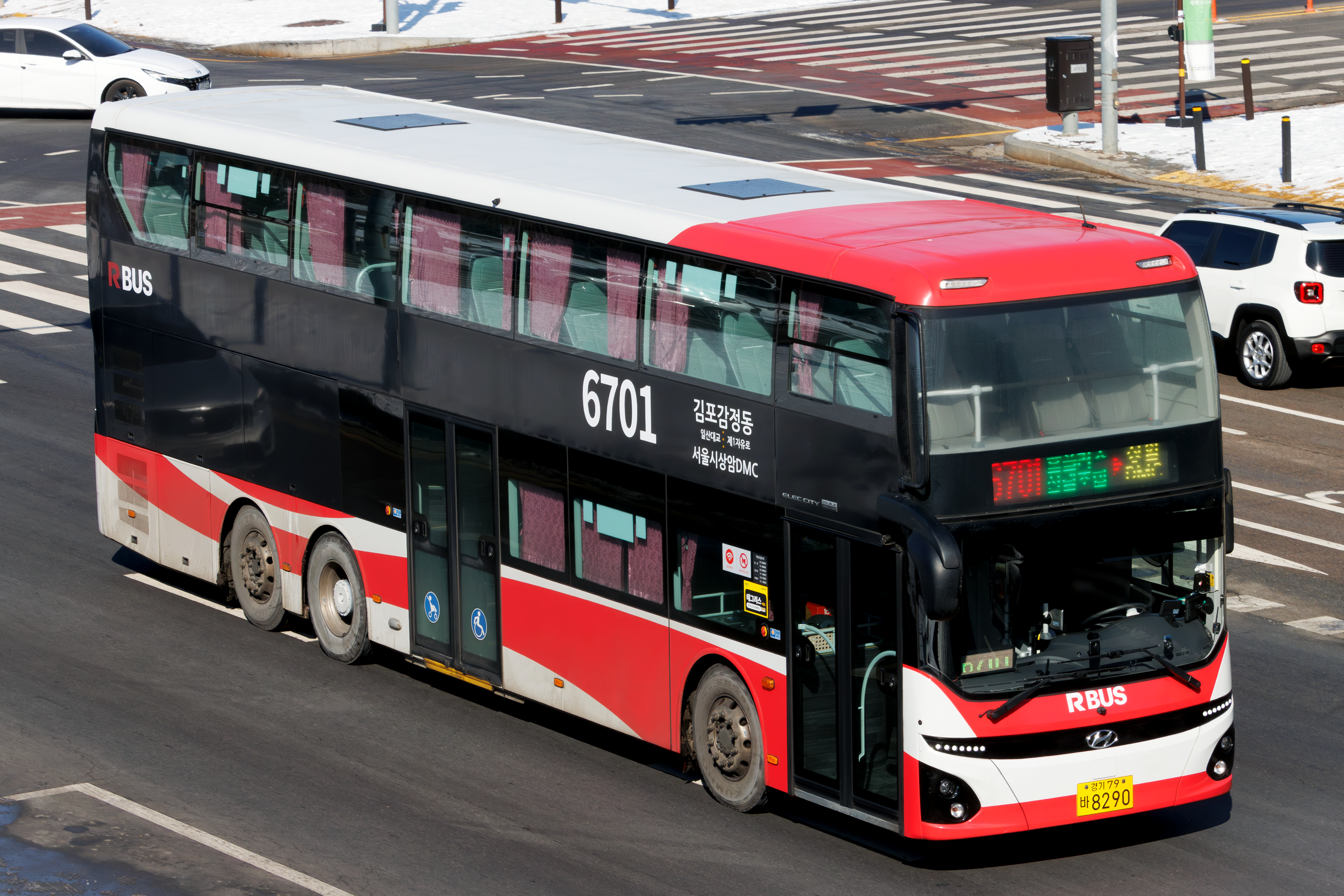
김포운수에서 운행중인 일렉시티 2층버스
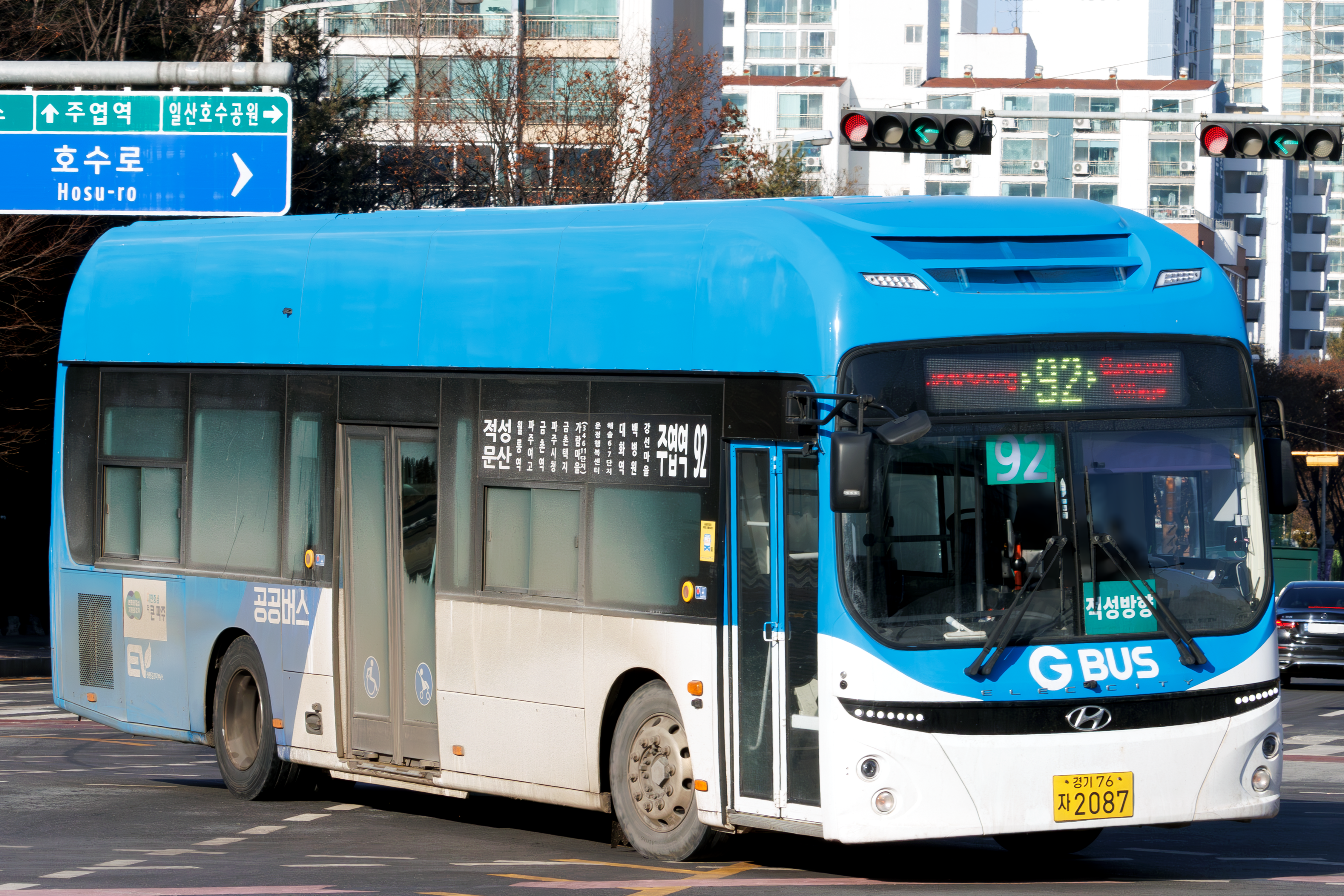
신일여객 92번 일렉시티

## 경쟁 차종
- 현대 에어로시티
- 자일대우 BS
- 자일대우 BC
- KGM 스마트
- KGM C시리즈
- 우진산전 아폴로
- 범한자동차 E-STAR